# Allan Warnke
Allan Warnke, född den 27 oktober 1946 i Edmonton, död den 27 juni 2021, var en kanadensisk liberal politiker, medlem i Legislative Assembly of British Columbia i Kanada. Han representerade valkretsen Richmond-Steveston från 1991 till 1996.
Han var också kandidat för Canadian Action Party i valet år 2000 och 2004 i Kanada.